# 遊動円木
遊動円木（ゆうどうえんぼく）とは、太い丸太の両端を支柱や梁などに固定した鎖で地面すれすれに水平に吊り下げた大型の遊具である。前後に揺れ、また丸太である事から端から端までは歩き難いが、これによって平衡感覚を養う遊びに供される。

## 概要
この遊具は、遊びを通して体を鍛える必要のある児童のいる小学校や、それら専門の施設であるアスレチック場などに設置されている。この不安定な丸太を鉄板に置き換えた物もあり、それを含めて遊動円木と呼ばれる。古くから同種の遊具が存在し、日本でも明治・大正を通じて学校教育制度の推進と共に全国に普及した模様である。
鎖で吊るされた丸太は古くなった木製電柱などを使っている事もあり、防腐処理が施されてはいるものの、風雨に晒される事から十数年に一度は交換する必要がある他、鎖が腐食によって切断してしまう場合もあるため、他の遊具同様に定期的なメンテナンスを必要とする。
またこの遊具は前後（丸太に対して垂直方向）に揺すってブランコのように乗って楽しむ事も出来るものがあり、この場合は大人数でシーソーのようにまたがたったり、その上にバランスを取って立ったまま揺すって遊ぶ。ただこの遊び方は本来想定された遊び方と少々異なる場合もあり、動いている最中の丸太と地面との距離は絶えず変化する。この下に落ちた子供が丸太と地面の間に挟まれて大怪我をする事故も在った。（下記参照）
現在では地面すれすれではなく、ある程度の高さを持ち、また下は砂場やネットにする等の「ブランコのように揺すって遊ぶための遊動円木」と、従来通り地面に近い高さにあるが余り揺れないように鎖の張り方を工夫した物とがある。

## 事故
- 日本にて1913年、徳島市立小学校の校庭にあった同遊具で遊んでいた男子児童（当時11歳）が、支柱の老朽化により倒壊・投げ飛ばされて左前額部に2箇所の裂傷を負って大量失血し、後に死亡した。この事故に対し学校側の管理責任が問われたが、当時は遊具の事故による賠償制度も確立されていなかった。しかしこの時の凄惨な事故状況から大審院は1916年6月1日に市側の過失を認め、国家無答責の法理を限定し「地方公共団体の作用であっても経済的・管理的性質をもつものについては私人の場合と同様に扱い、民法第717条を適用して賠償責任を負うべき」とした。以後、遊具の管理が徹底される事となる。（毎日コミュニケーションズ出版部が編纂した『大正ニュース事典』第I巻のP581に当時の事故を伝える徳島毎日新聞の記事が記載されている）[1]

- 2002年5月に愛知県豊明市の保育園に設置された鉄板を用いた遊動円木に乗って遊んでいた男児（当時四歳）が転落、地面と鉄板の間に下半身を挟まれて太股の骨を折るなどの全治2ヶ月の重傷を負った。翌2003年9月には市側と両親の間で180万円にて和解が成立、同保育園からはこの遊具が「危険である」として撤去された。

このほかブランコ同様に、動いている遊具に不用意に近付いた幼児・児童が跳ね飛ばされる（遊具の重量が重いため、運動エネルギーもそれに比例して大きくなり、その被害はより大きくなる傾向がある）事故も起こっており、度々危険な遊具として取り上げられている。ただ同種事故に関しては保護者の保護責任（危険な場所に不用意に近付かないようにするための注意を怠っている）に対する指摘の声も挙がっている。
その一方で大人数の児童らが群がって遊ぶ事も出来るこれらの遊具では、しばしば過剰に児童らが乗り、これによって老朽化した同遊具が倒壊する事故も起こっている。2002年5月に名古屋市中川区の公園で多くの児童が乗った同遊具が破損、13名が負傷し、内6名が病院に搬送された。
2002年に数件の同遊具に絡む事故が報じられた事から危険な遊具と見なされるようになり、児童公園や保育園などからは老朽化を理由に姿を消しつつある。また、箱ブランコと呼ばれる遊具も不適切に遊べば同様の「挿まれ事故」に発展することから、同じように撤去されている。